# ذو الإصبع المزدوج
ذو الإصبع المزدوج (الاسم العلمي: Diplodactylus)، جنس سحالي من أبو بريص تنتمي إلى فصيلة ذوات الأصابع المزدوجة. يطلع عليها أحيانًا اسم أبو بريص الحجري أو أبو بريص سمين الذيل. أنواعه (27) متشابهة من الناحية المورفولوجية ولكنها متميزة من الناحية الوراثية.